# 康古魯山
康古魯山是尼泊爾的山峰，位於該國中部，距離首都加德滿都約120公里，屬於喜馬拉雅山脈的一部分，海拔高度6,981米。2005年10月，法國探險隊18名隊員因雪崩喪生。